# 磁饱和

9种铁磁性材料表示磁饱和的磁化曲线。1.钢板，2.硅板，3.钢铸件，4.钨钢，5.磁钢，6.铸铁，7.镍，8.钴，9.磁铁矿

磁饱和是铁磁性或亚铁磁性材料（例如铁、镍、钴、锰和它们的合金等）中的一種特性。在磁饱和之前，若增大外加磁場强度H，材料會磁化，磁通密度B會對應增加，但當磁場强度H大到一定程度，磁通密度B只會因真空磁导率而緩慢增加，此即為磁饱和。 

## 说明
磁饱和的特性可以在其磁化曲线（也叫BH曲线或磁滞曲线）中看出，即该曲线向右弯曲的部分（见右图）。当磁场强度 H 增加时，磁感应强度 B 逐渐趋于一个最大值。在磁饱和之后，磁感应强度 B 仍在逐渐增加，但比达到饱和度前的增长速率小了3个数量级。
磁场强度 H 和磁感应强度 B 的关系可以用磁导率：{\displaystyle \mu =B/H}或相对磁导率{\displaystyle \mu _{r}=\mu /\mu _{0}}表达，当中的 {\displaystyle \mu _{0}}是真空磁导率。磁性金属的磁导率不是一个恒定不变的量，而是取决于磁场强度 H 。在會磁饱和的金属中，相对磁导率随磁场强度 H 的增加达到一个最大值，然后随着它的饱和发生转变再减小，最後會變為1。
不同的材料有着不同的饱和度。例如，被用于变压器中的高导磁性铁合金，在磁感应强度為1.6-2.2特斯拉（T）饱和，然而铁氧体在0.2-0.5T饱和。某些非晶态金属合金在1.2-1.3T达到饱和，μ合金在0.8T达到饱和

因為磁飽和，鐵磁性材料的磁导率μ_{f}會随磁场强度增加，上昇到一最大值，之後漸漸下降。

。

## 解释
鐵磁性材料（像铁）在微观上由一个个磁畴构成，它们的作用就像微小的永磁体，可以改变它们磁化的方向。在外部的磁场施加在材料之前，这些磁畴的磁场随机排列互相抵消，所以整体上的磁场小到足以忽略。当一个外部的磁场强度H施加在材料後，它進入材料然后重新排列磁畴，造成那些小磁场转变方向然后与外磁场平行，相加后形成从材料中发出的大磁场。这就稱為磁化。施加的磁场强度H越大，磁畴转变方向而形成的磁感应强度B越大。当外部磁场强度大於某定值後，磁场强度再加大所產生的磁感应强度變化已可忽略，此時磁化強度接近定值，此時即為磁饱和。磁饱和不代表全部磁畴都對正外部磁場的方向。飽和時的磁畴結構會隨溫度而不不同。

## 影响和用途
磁饱和限制了铁氧體磁芯的磁铁和变压器能达到的最大磁场（约为2特斯拉），也限制了它们的最小磁芯，这也是为什么高功率电动机、发电机、及電力用变压器的体积那么大的一个重要原因，因为它们必须有一个大磁芯。
在变压器与电感器这類利用铁芯及磁場運作的元件中，当足够大的电流通过时，它们磁芯的磁場也会达到饱和，此时它们的运转為非线性的，也就是说通过改变电流，可以使这些磁芯的电感与其他性质随之改变。在线性电路中这是不希望出现的现象。当施加交流电信号的时候，这种非线性会造成一次谐波和互调失真。为了避免这种现象，必须限制施加在铁芯电感上的信号强度，使铁芯不会磁饱和。为了减小这种影响，在一些变压器磁芯中会有一些气隙。在饱和电流是通過線圈後會使磁芯饱和的電流，这會列在电感器与变压器厂商提供的规格書中。
不過有些電子設備也會應用磁饱和的特性。例如在弧焊中用饱和变压器芯限制电流。在鐵磁共振變壓器中，磁饱和的作用相当于稳压器。当原电流超过某一特定值时，芯进入一种饱和状态，限制次级电流的进一步递增。在更复杂的应用中，饱和铁芯感应器和磁放大器使用一个直流电通过一个独立离的线圈来控制电感器的阻抗。在控制绕组中，变化的电流使操作点在饱和曲线中上下移动，控制通过电感器的交流电。在萤光灯、镇流器中和功率控制系统中會用到這類的特性。
在磁通門羅盤及磁通門磁强计中也有用到磁饱和的特性。